# Ryan Phinny
Ryan Phinny (* 31. Oktober 1989 in Los Angeles, Kalifornien) ist ein US-amerikanischer Automobilrennfahrer.

## Karriere
Phinny begann seine Motorsportkarriere im Kartsport, in dem er mehrere Meisterschaften gewann. Aufgrund seiner Erfolge im Kartsport wurde er 2005 von Red Bull als einer von drei US-Amerikanern zu einem Testprogramm eingeladen. Er wurde jedoch nicht für eine Förderung ausgewählt. 2005 gab er sein Formelsportdebüt in der US-amerikanischen Formel BMW. Nachdem er in seinem ersten Jahr nur an zwei Rennen teilgenommen hatte, trat er 2006 zu jedem Saisonrennen und dem Weltfinale an. In der US-amerikanischen Formel BMW erzielte er eine Podest-Platzierung und beendete die Saison auf dem neunten Gesamtrang.
Nach einer einjährigen Pause, in der Phinny erneut im Kartsport aktiv war, wechselte er 2008 in den GT-Sport. Er nahm an sechs Rennen der Grand-Am Sports Car Series teil. Mit zwei Podest-Platzierungen schloss Phinny die Saison auf dem 22. Rang in der GT-Wertung ab. 2009 folgten zwei weitere Starts in dieser Meisterschaft. Außerdem nahm er in der GT2-Klasse an einem Rennen der American Le Mans Series (ALMS) teil.
Nachdem Phinny 2010 erneut im Kartsport aktiv gewesen war, kehrte er 2011 in den Formelsport zurück. Für Brooks Associates Racing nahm er am dritten Rennwochenende der Indy Lights teil. Am Saisonende belegte er den 30. Gesamtrang. Nach einer zweijährigen Pause trat Phinny 2014 wieder in der Indy Lights an. Sein Comeback wurde durch die Tequila-Marke Casamigos des Schauspielers George Clooney ermöglicht. Phinny bestritt drei Rennen für Bryan Herta Autosport/Jeffrey Mark Motorsport, und zwei für Belardi Auto Racing. Ein sechster Platz war sein bestes Resultat. Er wurde Zwölfter in der Fahrerwertung.

## Karrierestationen
| - 2005: US-amerikanische Formel BMW - 2006: US-amerikanische Formel BMW (Platz 9) - 2008: Grand-Am Sports Car Series, GT (Platz 22) | - 2009: Grand-Am Sports Car Series, GT (Platz 68) - 2009: ALMS, GT2 - 2011: Indy Lights (Platz 30) | - 2014: Indy Lights (Platz 12) |